# Trio '65
Trio '65 è un album in studio del musicista statunitense Bill Evans, pubblicato nel 1965 a nome The Bill Evans Trio.

## Tracce
1. Israel (John Carisi) – 4:49
2. Elsa (Earl Zindars) – 4:22
3. 'Round Midnight (Thelonious Monk, Cootie Williams) – 6:42
4. Our Love Is Here to Stay (George Gershwin, Ira Gershwin) – 4:02
5. How My Heart Sings (Earl Zindars) – 2:49
6. Who Can I Turn To? (Leslie Bricusse, Anthony Newley) – 4:53
7. Come Rain or Come Shine (Harold Arlen, Johnny Mercer) – 5:26
8. If You Could See Me Now (Tadd Dameron, Carl Sigman) – 4:47

## Formazione
- Bill Evans – piano
- Larry Bunker – batteria
- Chuck Israels – basso